# AB Gellivare Malmfält

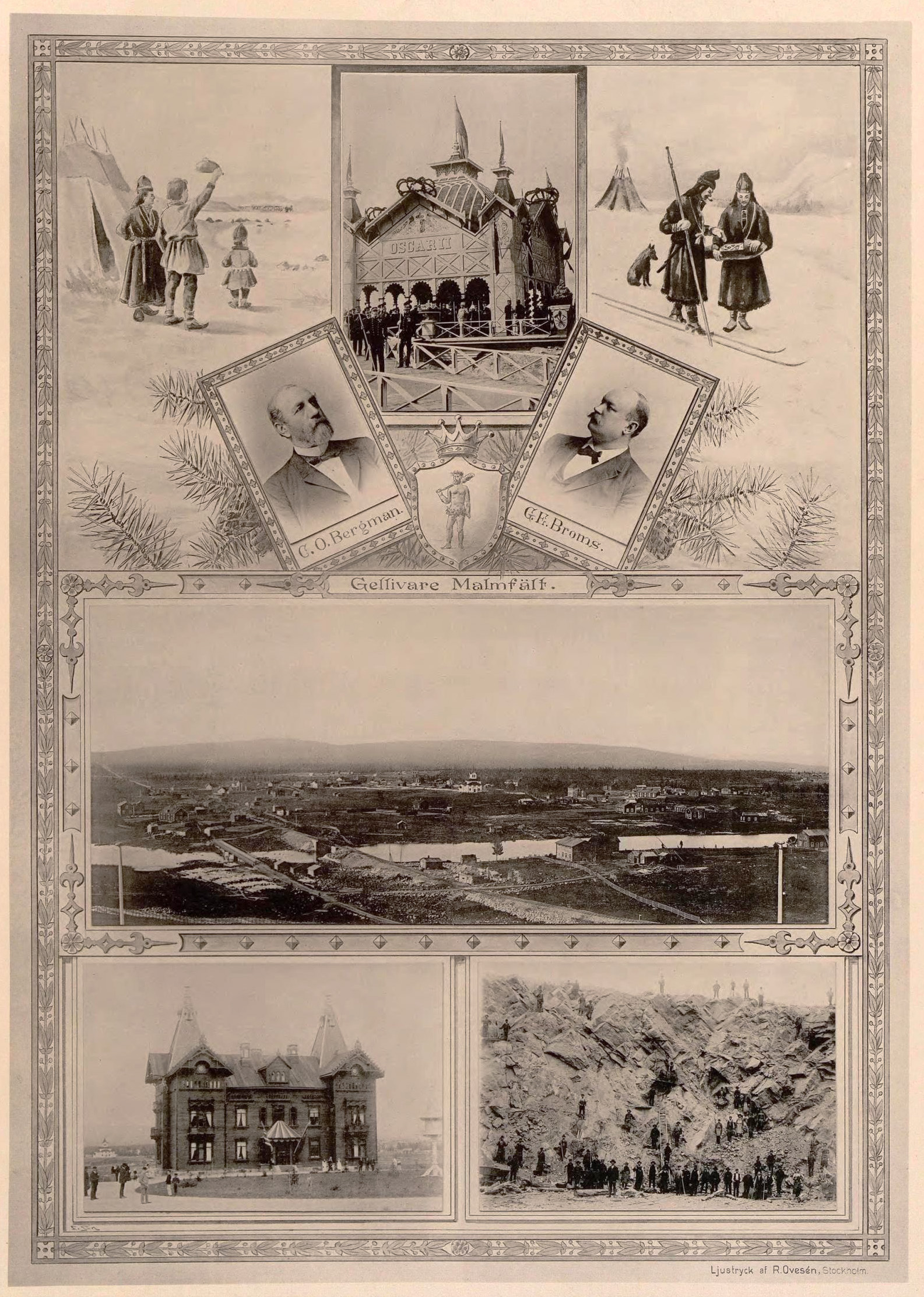
Bolaget presenterat i bildverk utgivet omkring år 1900.

AB Gellivare Malmfält (AGM) var ett svenskt aktiebolag bildat år 1891 av grosshandlare Gustaf Emil Broms och överste Carl Otto Bergman. De tog också över aktiemajoriteten i LKAB år 1893. Strax före sekelskiftet 1900 råkade AGM i ekonomiska svårigheter och 1901, samma år som C.O. Bergman avled, gick bolaget i konkurs. 
Trafikaktiebolaget Grängesberg-Oxelösund (TGO) köpte år 1903 upp AGM och därmed också dotterbolaget LKAB. Den kvarvarande ägaren G.E. Broms utverkade därvidlag en royalty, som under 50 års tid skulle ge honom tio öre per sålt malmton. Efter många turer blev staten år 1907 ägare till preferensaktierna i LKAB och förbehöll sig även rätten att senare lösa in även Grängesbolagets aktiepost (den möjligheten utnyttjades först 1957 när LKAB blev i princip helstatligt). I och med att staten köpte aktierna gick Aktiebolaget Gellivare Malmfält i graven och LKAB övertog verksamheten även i Gällivare.